# Моабитская тюрьма

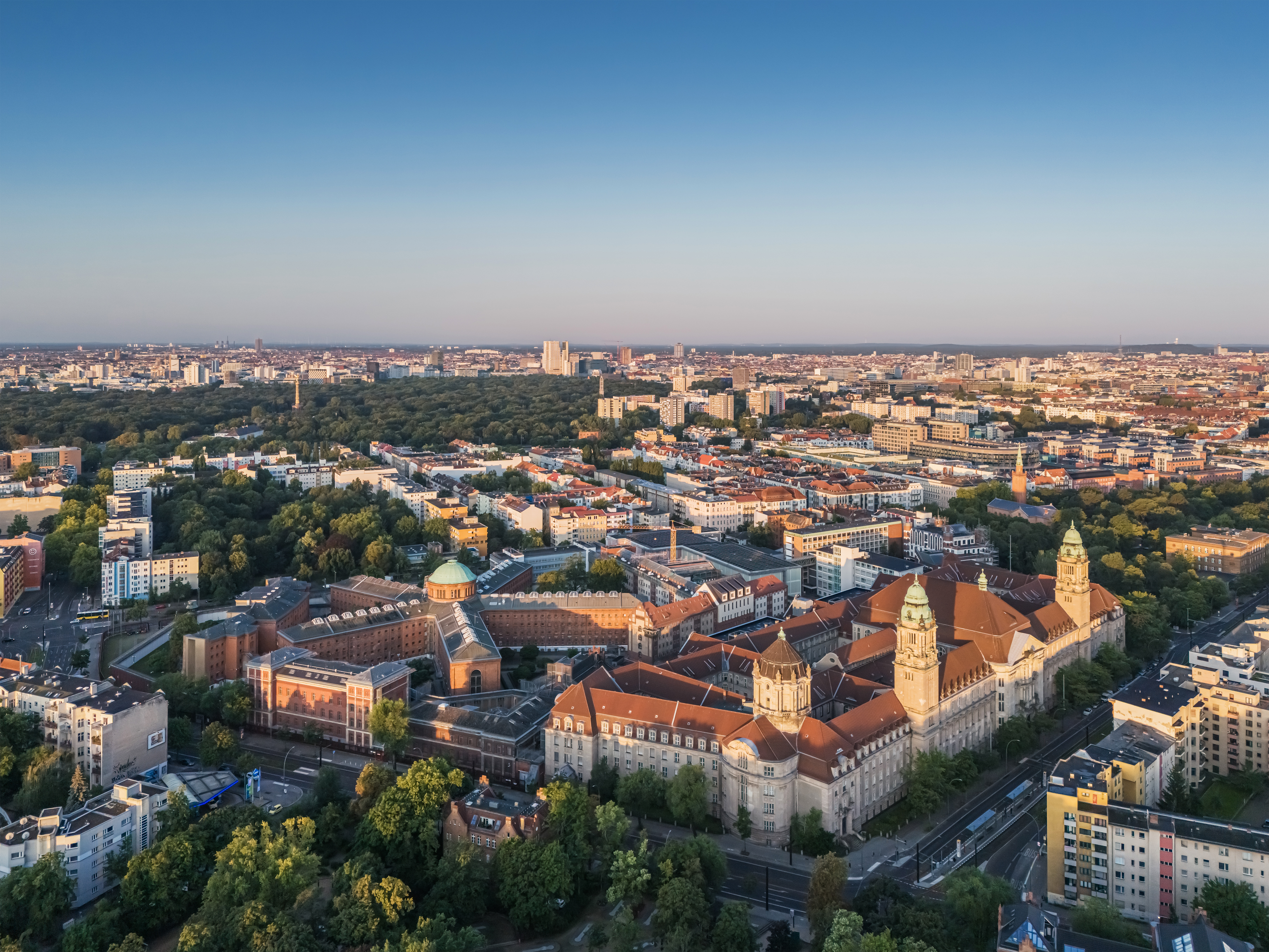
Аэрофотосъёмка

Моабитская тюрьма — следственный изолятор, построенный в районе Моабит города Берлина (с 2001 года — на территории округа Митте).

## История

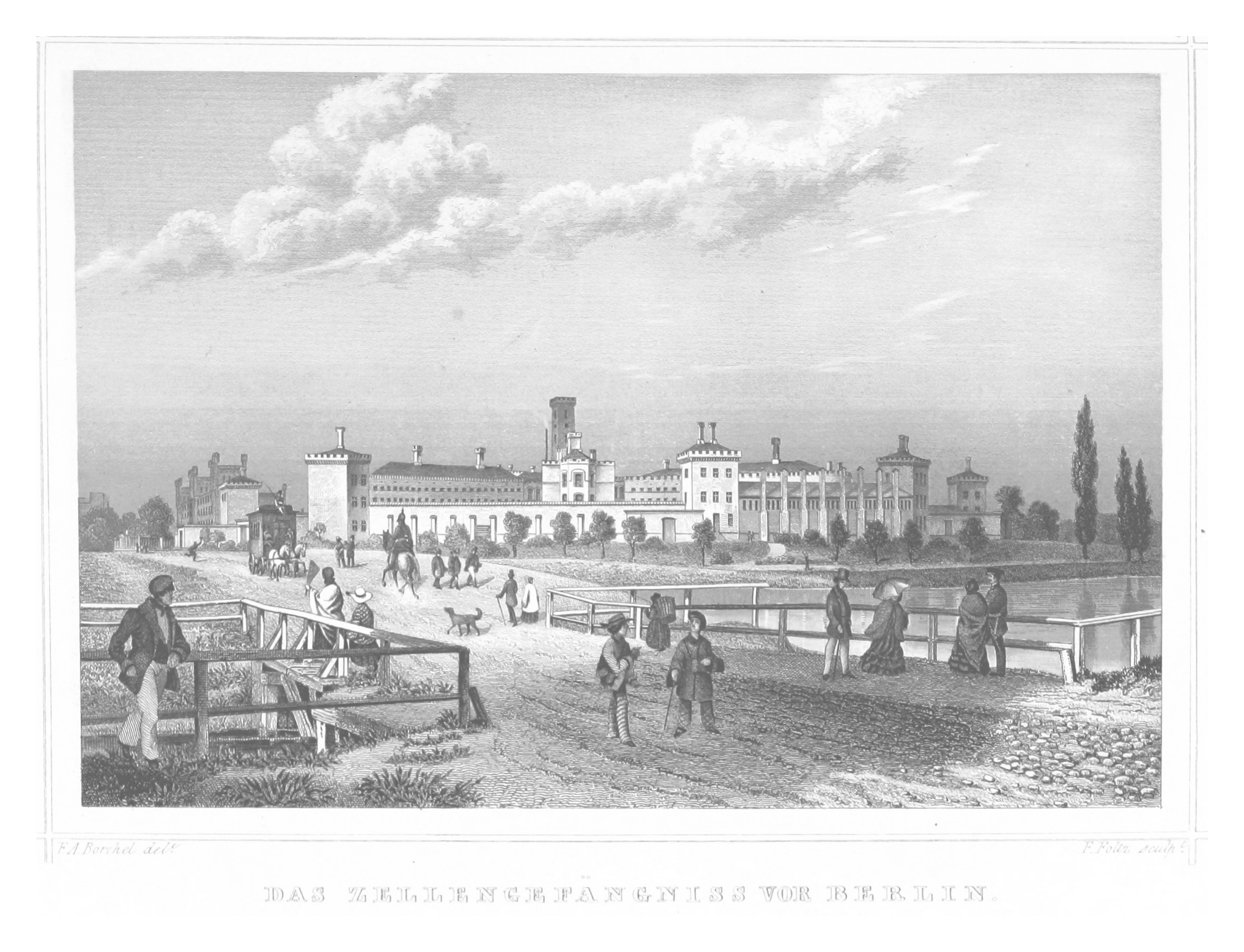
Старая тюрьма на Лертерштрассе, 1852 год

Строительство тюрьмы на улице Лертерштрассе началось в 1844 году по проекту архитектора Карла Фердинанда Бусса. Тюрьма строилась по образцу Пентонвильской тюрьмы, по веерообразной системе. Она предназначалась для подследственных и для осужденных на срок до 5 лет. Тюрьма имела четыре трехэтажных корпуса, сходящихся в общем центре, где помещался наблюдательный пост. В тюрьме было 508 одиночных камер, каждая длиной 3,7 м, шириной 2,5 м и высотой 3,4 м. При этом в тюрьме были и общие камеры, где содержалось от 60 до 80 заключенных. Кроме того, примерно в километре находилось дополнительное отделение, в которое переводились заключенные, неспособные переносить одиночное заключение или отбывшие назначенный для них предельный срок одиночного заключения.
Тюрьма приняла первых заключённых в конце 1840-х годов, среди них были арестованные в 1846 году заговорщики-поляки, которые готовили восстание в Познани. Сначала в тюрьме соблюдался строгий режим изоляции заключенных друг от друга. Вне своей камеры они были обязаны носить фуражку с опущенным козырьком, закрывавшую лицо, а в тюремной церкви они сидели в деревянных кабинках, которые позволяли смотреть только вперед. Только в конце XIX века этот режим изоляции был постепенно смягчен.
С 1866 по 1869 год в тюрьме содержался Вильгельм Фогт, который потом стал известен как «капитан из Кёпеника». В 1878 году за покушение на императора Вильгельма I в тюрьме был казнен Макс Хёдель.
В 1888 году в 300 метрах от старой тюрьмы была построена новая тюрьма из пяти четырехэтажных корпусов, соединенных в форме веера. 
В 1911–1912 годах в тюрьме содержался по обвинению в шпионаже российский офицер капитан Михаил Костевич. Во время Первой мировой войны в Моабитскую тюрьму было заключено много социал-демократов,  протестовавших против войны, в том числе Георг Ледебур, в 1919 году в тюрьме содержался Карл Радек.
После прихода в 1933 году к власти в Германии нацистов в Моабитской тюрьме содержались их политические противники. С 1933 года в этой тюрьме несколько лет содержался Эрнст Тельман. В ней был заключен Георгий Димитров, обвинявшийся по делу о поджоге здания Рейхстага. 
В 1943 году в Моабитской тюрьме содержались певец и актер Эрнст Буш, советский военнопленный поэт Муса Залилов, известный как Муса Джалиль. Он написал в заключении «Моабитскую тетрадь», свое поэтическое завещание.
В 1944 году в корпусах B и D были заключены арестованные по делу о заговоре 20 июля. Из 306 заключенных этой категории, поступивших в тюрьму между октябрем 1944 года и апрелем 1945 года, только 35 дожили до освобождения. Среди заключенных участников германского Сопротивления были юристы Фридрих Юстус Перельс и Рюдигер Шлейхер, географ и поэт Альбрехт Хаусхофер, который сочинил в тюрьме зимой 1944-45 года «Моабитские сонеты». В 1944 году в тюрьме содержался писатель Вольфганг Борхерт, обвинённый в «деморализации вооруженных сил». В заключении он написал рассказ «Наш маленький Моцарт».
Уже во время штурма Берлина 23-24 апреля 1945 года вблизи тюрьмы были казнены 16
политических заключенных, в том числе Альбрехт Хаусхофер, Клаус Бонхёффер, Фридрих Юстус Перельс, Рюдигер Шлейхер. 28 апреля 1945 года советские войска освободили уцелевших узников тюрьмы.
Во время Второй мировой войны тюрьма была повреждена лишь незначительно. После ремонта уже в октябре 1945 года она вновь начала использоваться. Здесь было единственное место в Западном Берлине, где приводились в исполнение смертные приговоры. До отмены смертной казни в Западной Германии в мае 1949 года тут было казнено 12 человек.

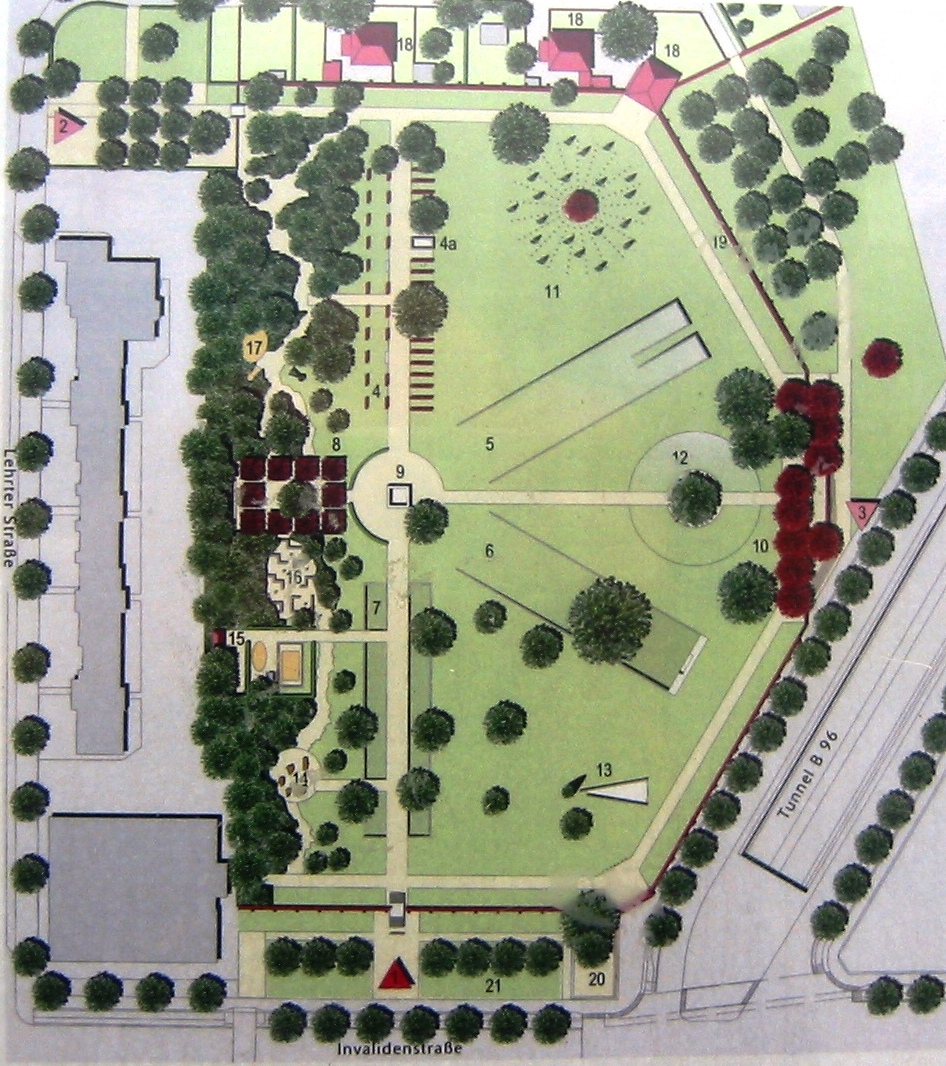
Схема мемориального парка на территории бывшей тюрьмы на Лертерштрассе

В марте 1955 года последние 300 заключенных из старой тюрьмы на Лертерштрассе были переведены в
тюрьму Тегель, и к 1958 году здание этой тюрьмы было снесено. В 2006 на ее месте был устроен мемориальный парк.
Построенная в конце XIX века тюрьма продолжает использоваться и в настоящее время. В 1962 году она была отремонтирована. Она рассчитана на 1200 заключённых, в ней нет камер более чем на три человека,  большинство камер — одиночные.